# Le Pin, Charente-Maritime
Le Pin (Tiếng Pháp meaning "the pine") là một xã trong tỉnh Charente-Maritime trong vùng Nouvelle-Aquitaine tây nam nước Pháp. Xã này nằm ở khu vực có độ cao trung bình 95 mét trên mực nước biển. Le Pin is the least populated commune in the Tổng Montlieu-la-Garde.
Sông Seugne chảy qua xã này.

## Lịch sử dân số
| Năm  | Dân số | Mật độ | Phần trăm của tổng |
| ---- | ------ | ------ | ------------------ |
| 1962 | 79     | -      | -                  |
| 1968 | 86     | -      | -                  |
| 1975 | 82     | -      | -                  |
| 1982 | 66     | -      | -                  |
| 1990 | 60     | -      | -                  |
| 1999 | 73     | 29/km² | 1.19 %             |